# Jabłonowo (powiat międzychodzki)
Jabłonowo – wieś sołecka w Polsce położona w województwie wielkopolskim, w powiecie międzychodzkim, w gminie Sieraków. Teren Sierakowskiego Parku Krajobrazowego.
Wieś o charakterze typowo rolniczym.

## Historia
Miejscowość pierwotnie związana była z Wielkopolską. Ma metrykę średniowieczną i istnieje co najmniej od końca XIV wieku. Wymieniona po raz pierwszy w dokumencie zapisanym po łacinie z 1390 pod obecną nazwą „Jabłonowo" .
W 1499 miejscowość była wsią szlachecką i leżała w powiecie poznańskim Korony Królestwa Polskiego. Odnotowano ja w tym roku jako wieś zalegającą z podatkami. W 1508 należała do parafii Chrzypsko Wielkie. Na przełomie XIV i XV wieku należała do Jana Jabłonowskiego z Jabłonowa burgrabiego poznańskiego w latach 1452-54, wicewojewody w Poznaniu i w Kościanie w latach 1459-66. W 1519 Jerzy Rogaczewski dziedzic w Charcicach zapisał żonie Zofii córce Marcina Komornickiego po 100 grzywien posagu i wiana na Jabłonowie oraz na połowie Charcic. W 1519 tenże sprzedał wieś z zastrzeżeniem prawa odkupu za 100 grzywien Annie wdowie po Wojciechu Kurskim oraz jej synom Jakubowi, Dobrogostowi i Pielgrzymowi. W 1521 Wawrzyniec Izdbieński zapisał czynsz na Jabłonowie: dwie kopy groszy z prawem odkupu za 30 grzywien pannie Katarzynie Kaczlińskiej oraz 4 grzywny z prawem odkupu za 50 grzywien Tomaszowi ze Śremu koło Sierakowa. W 1522 tenże sprzedał Jabłonowo z zastrzeżeniem prawa odkupu za 100 grzywien Annie Górskiej wdowie po Piotrze Górskim z Góry koło Szamotuł .
W 1563 odnotowano pobór we wsi z 2,5 łana. W 1577 płatnikiem poboru był Jan Dziewierzewski herbu Nałęcz. W 1580 wieś szlachecka Jabłonowo położona była w powiecie poznańskim województwa poznańskiego w Rzeczypospolitej Obojga Narodów. Odnotowano wówczas płatność wiardunków królewskich z 3 łanów oraz 5 półłanków .
Po rozbiorach Polski miejscowość znalazła się w zaborze pruskim. W okresie Wielkiego Księstwa Poznańskiego (1815-1848) miejscowość należała do wsi większych w ówczesnym pruskim powiecie Międzyrzecz w rejencji poznańskiej. Jabłonowo należało do okręgu sierakowskiego tego powiatu i stanowiło część majątku Charcice, którego właścicielem był wówczas Zander. Według spisu urzędowego z 1837 roku wieś liczyła 106 mieszkańców, którzy zamieszkiwali 8 dymów (domostw).
W latach 1975–1998 miejscowość administracyjnie należała do województwa poznańskiego.

## Demografia
Według danych Urzędu Gminy w Sierakowie, na dzień 1 października 2012 r. Jabłonowo zamieszkiwało 61 osób. Powierzchnia wsi wynosi 1,92 km², co daje średnią gęstość zaludnienia rzędu 31,8 os. na km² w 2010 r. Jabłonowo należy do trzech najmniejszych sołectw w gminie.
| rok     | 1970 | 1978 | 1998 | 1999 | 2008 | 2010 | 2012 |
| ------- | ---- | ---- | ---- | ---- | ---- | ---- | ---- |
| ludność | 93   | 77   | 64   | 66   | 67   | 63   | 61   |